# Irena Rolska
Irena Maria Rolska (ur. 9 kwietnia 1958 w Lublinie) – polska historyk sztuki, dr hab. nauk humanistycznych, profesor uczelni Instytutu Nauk o Sztuce Wydziału Nauk Humanistycznych Katolickiego Uniwersytetu Lubelskiego Jana Pawła II.

## Życiorys
W 1982 ukończyła studia w zakresie historii sztuki na Katolickim Uniwersytecie Lubelski Jana Pawła II. W 1988 obroniła pracę doktorską Lubelscy złotnicy cechowi od XV do końca XVIII wieku napisaną pod kierunkiem Tadeusza Chrzanowskiego, 12 stycznia 2011 otrzymała stopień doktora habilitowanego. W 2011 otrzymała stanowisko profesora KUL.
Od 1995 pracowała w Katedrze Historii Sztuki Nowożytnej na Wydziale Nauk Humanistycznych KUL, w latach 2011-2014 była kierownikiem tej katedry. W 2014 została kierownikiem Katedry Historii Sztuki Średniowiecznej i Nowożytnej. W latach 2012–2016 była dyrektorem Instytutu Historii Sztuki KUL.
Objęła funkcję profesora nadzwyczajnego w Instytucie Historii Sztuki na Wydziale Nauk Humanistycznych Katolickiego Uniwersytetu Lubelskiego Jana Pawła II.
Pełni funkcję profesora uczelni Instytutu Nauk o Sztuce Wydziału Nauk Humanistycznych Katolickiego Uniwersytetu Lubelskiego Jana Pawła II.